# Troglohyphantes montanus
Troglohyphantes montanus là một loài nhện trong họ Linyphiidae.
Loài này thuộc chi Troglohyphantes. Troglohyphantes montanus được miêu tả năm 1932 bởi Absolon & Josef Kratochvíl.